# Mike Richards
Michael „Mike“ Richards (* 11. Februar 1985 in Kenora, Ontario) ist ein ehemaliger kanadischer Eishockeyspieler, der unter anderem 885 Spiele für die Philadelphia Flyers, Los Angeles Kings und Washington Capitals in der National Hockey League auf der Position des Centers bestritten hat. In Diensten der Los Angeles Kings gewann Richards in den Jahren 2012 und 2014 den Stanley Cup. Mit der kanadischen Nationalmannschaft gewann er zudem bei den Olympischen Winterspielen 2010 die Goldmedaille.

## Karriere

### Junioren (2001–2005)
Richards begann seine Karriere mit 16 Jahren in der Saison 2001/02 bei den Kitchener Rangers in der Ontario Hockey League. In der Spielzeit 2002/03 war er mit 87 Scorerpunkten der offensivstärkste Akteur seiner Mannschaft und gewann mit den Rangers den Memorial Cup. Nachdem er im NHL Entry Draft 2003 als 24. in der ersten Runde von den Philadelphia Flyers ausgewählt worden war, verblieb er bis zum Ende der Saison 2004/05 in Kitchener und fungierte dabei als Mannschaftskapitän. 2004 und 2005 nahm er mit der kanadischen Auswahl an der Junioren-Weltmeisterschaft teil, während das Team 2004 noch mit 3:2 im Finale gegen die Vereinigten Staaten unterlag, konnte Richards 2005 das Team als Kapitän zum Weltmeistertitel führen.

### Philadelphia Flyers (2005–2011)
Im April 2005 wurde er von den Flyers in den Kader des Farmteams Philadelphia Phantoms in die American Hockey League berufen und gewann mit dem Team den Calder Cup. Im Oktober 2005 debütierte Richards bei den Flyers in der höchsten Spielklasse Nordamerikas und konnte im Spiel gegen die New York Rangers unmittelbar den ersten NHL-Treffer verzeichnen. Im Februar 2006 gelang ihm in der Partie gegen die New York Islanders der erste Hattrick seiner NHL-Laufbahn, Der Kanadier beendete seine Rookie-Saison 2005/06 mit 32 Scorerpunkten und wurde aufgrund seiner Leistungen vom kanadischen Verband zum Assistenzkapitän der Mannschaft für die A-Weltmeisterschaft 2006 ernannt. Im folgenden Jahr verpasste Richards ein Drittel der Saison aufgrund einer Magenoperation und kam lediglich auf 32 Scorerpunkten aus 59 Partien. In der Saison 2007/08 etablierte sich der Angreifer als Leistungsträger im Kader der Flyers und erhielt im Dezember 2007 eine 12-jährige Vertragsverlängerung bei einem kolportierten Gesamtgehalt von ca. 69 Millionen US-Dollar. Anschließend nahm Richards erstmals am All-Star Game teil und erzielte dabei eine Torvorlage. Er beendete die Hauptrunde mit insgesamt 28 Toren sowie 47 Assists und war damit der punktbeste Akteur in der Mannschaft der Flyers.
Kurz vor Beginn der Spielzeit 2008/09 wurde Richards als Nachfolger von Jason Smith zum neuen Mannschaftskapitän der Philadelphia Flyers ernannt. Im Februar 2009 stellte er einen neuen NHL-Rekord auf als ihm im Spiel gegen die New York Rangers zum dritten Mal in seiner Karriere ein Tor bei doppelter Unterzahl der eigenen Mannschaft gelang. Mit insgesamt 80 Scorerpunkten spielte der Kanadier die punktbeste Spielzeit seiner bisherigen NHL-Laufbahn. Im Laufe der Saison 2009/10 wurde immer wieder Spekulationen laut, dass mehrere Akteure der Flyers – darunter auch Richards – wiederholt mit Alkohol- und Partyexzessen aufgefallen seien. Richards beschwerte sich daraufhin wiederholt öffentlich über die mediale Berichterstattung in Philadelphia und stritt die geschilderten Vorwürfe ab. Bei den Olympischen Winterspielen 2010 gewann er mit der kanadischen Auswahl die Goldmedaille und erzielte dabei im Finalspiel gegen die USA die Torvorlage zum 1:0. In den NHL-Playoffs 2010 war der Angreifer mit 23 Scorerpunkten aus 23 Partien maßgeblich am überraschenden Finaleinzug der Flyers beteiligt, unterlag mit der Mannschaft jedoch in sechs Spielen gegen die Chicago Blackhawks.

### Los Angeles Kings (2011–2016)
Im Juni 2011 wurde Richards im Tausch gegen Wayne Simmonds und Brayden Schenn sowie einem Zweitrunden-Wahlrecht im NHL Entry Draft 2011 zu den Los Angeles Kings transferiert. Während der anschließenden Saison gelang ihm Mai 2012 im Playoff-Spiel gegen die St. Louis Blues erstmals ein Gordie Howe Hattrick. Im weiteren Verlauf der post season war der Angreifer mit 15 Scorerpunkten am ersten Stanley-Cup-Gewinn der Kings beteiligt. Im Juni 2014 wurde Richards mit den Kings erneut Stanley-Cup-Sieger und erzielte dabei in 26 Playoff-Partien insgesamt 10 Scorerpunkte.
Im Sommer 2015 wurde sein Vertrag von den Kings aufgelöst, da gegen ihn ein Ermittlungsverfahren wegen Rauschgiftschmuggels in Kanada eröffnet wurde; bei der gefundenen Substanz handelte es sich um das Schmerzmittel Oxycodon. Mit Unterstützung der NHLPA legte er Einspruch gegen die Vertragsauflösung ein, woraufhin er sich im Oktober 2015 mit den Kings auf eine Schlichtung einigte, deren genaue Inhalte nicht veröffentlicht wurden; die Vertragsauflösung bleibt jedoch bestehen. Der Gerichtsprozess fand im Februar 2016 in Kanada statt und endete mit einer Einstellung des Strafverfahrens.

### Washington Capitals (2016)
Am 6. Januar 2016 unterzeichnete Richards einen mit einer Million Dollar dotierten Einjahresvertrag bei den Washington Capitals.

## Erfolge und Auszeichnungen
| - 2003 Teilnahme am CHL Top Prospects Game - 2003 J.-Ross-Robertson-Cup-Gewinn mit den Kitchener Rangers - 2003 Memorial-Cup-Gewinn mit den Kitchener Rangers - 2003 Memorial Cup All-Star Team - 2005 OHL Second All-Star Team | - 2005 CHL Second All-Star Team - 2005 Calder-Cup-Gewinn mit den Philadelphia Phantoms - 2008 Teilnahme am NHL All-Star Game - 2012 Stanley-Cup-Gewinn mit den Los Angeles Kings - 2014 Stanley-Cup-Gewinn mit den Los Angeles Kings |

### International
- 2004 Silbermedaille bei der U20-Junioren-Weltmeisterschaft
- 2005 Goldmedaille bei der U20-Junioren-Weltmeisterschaft
- 2010 Goldmedaille bei den Olympischen Winterspielen

## Karrierestatistik
Stand: Ende der Saison 2015/16

### International
Vertrat Kanada bei:
- U20-Junioren-Weltmeisterschaft 2004
- U20-Junioren-Weltmeisterschaft 2005
- Weltmeisterschaft 2006
- Olympischen Winterspielen 2010

(Legende zur Spielerstatistik: Sp oder GP = absolvierte Spiele; T oder G = erzielte Tore; V oder A = erzielte Assists; Pkt oder Pts = erzielte Scorerpunkte; SM oder PIM = erhaltene Strafminuten; +/− = Plus/Minus-Bilanz; PP = erzielte Überzahltore; SH = erzielte Unterzahltore; GW = erzielte Siegtore; 1 Play-downs/Relegation; Kursiv: Statistik nicht vollständig)